# Antonia Mecha Campello
Antonia Mecha Campello (Elx, Baix Vinalopó, 1915 - Sant Joan d'Alacant, Alacant, desembre de 2005) fou una militant comunista valenciana.

## Biografia
Antonia Mecha Campello és una víctima de la Guerra Civil molt especial. Fou una dona que va patir la presó durant els primers anys de la postguerra i, una vegada en llibertat, va acabar en un manicomi on passaria els següents 52 anys fins a la seua mort, el 7 de desembre de 2005. Tenia aleshores 90 anys.
Va nàixer a Elx el 1915 i els seus pares, Francisco i Gabriela, eren també il·licitans. Francisco fou espardenyer, aiguader i militant socialista. Gabriela també fou espardenyera, i treballava des de casa. Malgrat les limitacions econòmiques de la seua família, Antonia degué fer un esforç enorme per a estudiar el batxillerat. Va poder estudiar perquè per les nits contribuïa a l'esforç familiar treballant a sa casa en l'espardenya o en el que fóra. La seua tenacitat li va permetre esdevenir mestra i, fins i tot, va arribar a iniciar estudis de medicina a la Universitat de Múrcia, interromputs per la Guerra Civil.
No va tenir un paper especialment destacat a partir de 1936, en una ciutat com Elx d'uns 42.000 habitants per aquella data i on, per primera vegada, tingueren algunes dones cert protagonisme en la vida política. Sembla que estigué en el front, a Guadix, i que fou secretària d'un comissari de guerra. Va exercir com a mestra en el Huerto de San Plácido i en alguna altra escola. Tot i que el seu nom no apareix en cap moment en els quatre setmanaris il·licitans de la Guerra Civil, probablement va formar part de la Federació Universitària Espanyola (FUE).
Acabada la guerra, Antonia Mecha fou detinguda el 26 d'abril de 1939. Va passar per la presó de dones d'Elx i per altres presons alacantines com la de Monòver. La seua família recorda que es va tallar el cabell al zero i, com que era una dona molt curiosa amb el seu aspecte, així la van treure al carrer en alguna ocasió. Fou purgada també amb oli de ricí i degué passar per tot un calvari. No obstant això, quan per fi fou jutjada per un consell de guerra sumaríssim a Alacant el 10 de març de 1942, les acusacions foren francament insignificants. Fou jutjada amb Asunción Junquera Mera, mestra nacional procedent d'Astúries, i les dues foren condemnades a sis anys i un dia de presó major per un delicte d'excitació a la rebel·lió. Eren dues dones antifeixistes que rebutjaren absolutament el cop d'estat del 18 de juliol de 1936.
Antonia Mecha va eixir en llibertat condicional en el mateix mes de març de 1942, després d'haver complit dos anys, onze mesos i 14 dies de presó. Tornaria a ser detinguda el 2 d'abril de 1945 i sotmesa a un altre procediment sumaríssim el 12 de maig de 1945, per passar a romandre al Reformatori d'Alacant fins al 19 de juny d'aquell mateix any. A partir d'aleshores, la que fou una magnífica i esforçada estudiant començaria a perdre el cap a poc a poc. Passà aleshores per centres psiquiàtrics de Múrcia i València i va acabar sent reclosa en l'aleshores anomenada Granja Psiquiàtrica de Sant Joan d'Alacant. Hi passaria els darrers 52 anys de la seua vida.